# Seibelsdorf (Antrifttal)
Seibelsdorf ist ein Ortsteil der Gemeinde Antrifttal im mittelhessischen Vogelsbergkreis.

## Geographische Lage
Das Dorf liegt in Oberhessen im Tal der Antrift (Antreff), etwa einen Kilometer nordnordwestlich bzw. unterhalb der Antrifttalsperre. Die Landesstraße 3070 (Ruhlkirchen–Seibelsdorf–Angenrod) führt durch den Ort und kreuzt dort die Kreisstraße 67 (Ohmes–Seibelsdorf–Vockenrod).

## Ortsgeschichte

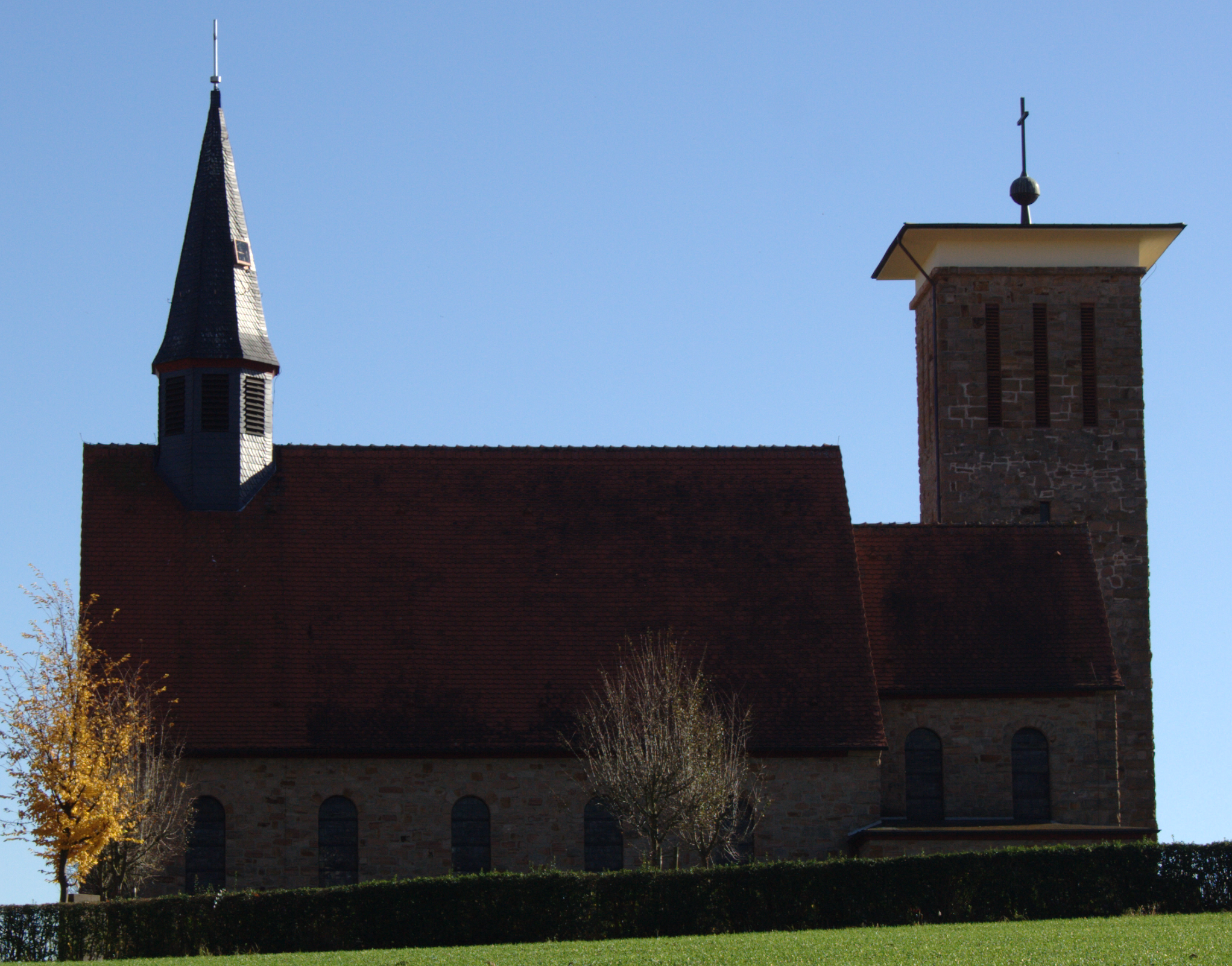
Kirche in Seibelsdorf

### Mittelalter
Das Dorf wurde im 13. Jahrhundert gegründet. Die urkundliche Ersterwähnung stammt aus dem Jahre 1263. Genannt wird ein Mitglied des Dorfadels: „Gerlacus de Syboldisdorf“.
Der Deutsche Orden errichtete hier einen Zentralhof: „in Sibolizdorf.“ Neben umfangreichen Besitzungen, welche das Deutschordenshaus Marburg in Seibelsdorf zwischen 1267 und 1270 käuflich erwarb, gehörte die Gerichtsbarkeit. Im 13. Jahrhundert wird Seibelsdorf planmäßig zu einem „lokalen Verwaltungsstützpunkt“ von dem Deutschordenshaus Marburg ausgebaut. Heute befindet sich im ehemaligen Ordenshof ein Puppenmuseum.
1576 wird das Dorf schon mit seinem heutigen Namen „Seibelsdorf“ in einem Salbuch aufgelistet.
Der Ortsname wird in der Namensforschung als „Siedlung des Sigibold oder Sibold“ abgeleitet. Ein Wortstamm „sigu“ findet sich auch in den Ortsnamen Unter-Seibertenrod und Ober-Seibertenrod wieder.

### Neuzeit
Das Dorf gehörte bis ins 19. Jahrhundert zum Gericht Katzenberg. Anfang des 19. Jahrhunderts ging das Dorf mit dem gesamten Gericht Katzenberg als Folge des Reichsdeputationshauptschlusses aus Kurmainzer Besitz an Kurhessen über. Mit dem Friedensvertrag zwischen dem Königreich Preußen und dem Großherzogtum Hessen vom 3. September 1866 im Anschluss an den Krieg von 1866 fielen die Dörfer des „Distrikts Katzenberg“ an das Großherzogtum. In Seibelsdorf galt damals kurhessisches Recht. Dieses behielt seine Geltung auch während der Zugehörigkeit zum Großherzogtum Hessen ab 1866. Es wurde zum 1. Januar 1900 von dem einheitlich im ganzen Deutschen Reich geltenden Bürgerlichen Gesetzbuch abgelöst.
Im Zuge der Gebietsreform in Hessen schlossen sich zum 31. Dezember 1971 die fünf Gemeinden Bernsburg, Ohmes, Ruhlkirchen, Seibelsdorf und Vockenrod zur neuen Großgemeinde Antrifttal zusammen.

### Einwohnerentwicklung
- 1961:  21 evangelische (= 7,69 %), 247 katholische (= 90,48 %) Einwohner[1]

| Seibelsdorf: Einwohnerzahlen von 1834 bis 2014 | Seibelsdorf: Einwohnerzahlen von 1834 bis 2014 | Seibelsdorf: Einwohnerzahlen von 1834 bis 2014 | Seibelsdorf: Einwohnerzahlen von 1834 bis 2014 | Seibelsdorf: Einwohnerzahlen von 1834 bis 2014 |
| --- | ---------------------------------------------- | ---------------------------------------------- | ---------------------------------------------- | ---------------------------------------------- |
| Jahr |                                                |                                                |                                                | Einwohner                                      |
| 1834 | 1834                                           |                                                | 346                                            | 346                                            |
| 1840 | 1840                                           |                                                | 350                                            | 350                                            |
| 1846 | 1846                                           |                                                | 337                                            | 337                                            |
| 1852 | 1852                                           |                                                | 324                                            | 324                                            |
| 1858 | 1858                                           |                                                | 305                                            | 305                                            |
| 1864 | 1864                                           |                                                | 278                                            | 278                                            |
| 1871 | 1871                                           |                                                | 267                                            | 267                                            |
| 1875 | 1875                                           |                                                | 261                                            | 261                                            |
| 1885 | 1885                                           |                                                | 270                                            | 270                                            |
| 1895 | 1895                                           |                                                | 274                                            | 274                                            |
| 1905 | 1905                                           |                                                | 269                                            | 269                                            |
| 1910 | 1910                                           |                                                | 250                                            | 250                                            |
| 1925 | 1925                                           |                                                | 232                                            | 232                                            |
| 1939 | 1939                                           |                                                | 251                                            | 251                                            |
| 1946 | 1946                                           |                                                | 366                                            | 366                                            |
| 1950 | 1950                                           |                                                | 363                                            | 363                                            |
| 1956 | 1956                                           |                                                | 306                                            | 306                                            |
| 1961 | 1961                                           |                                                | 273                                            | 273                                            |
| 1967 | 1967                                           |                                                | 317                                            | 317                                            |
| 1970 | 1970                                           |                                                | 313                                            | 313                                            |
| 2008 | 2008                                           |                                                | 344                                            | 344                                            |
| 2011 | 2011                                           |                                                | 338                                            | 338                                            |
| 2014 | 2014                                           |                                                | 309                                            | 309                                            |
| Datenquelle: Historisches Gemeindeverzeichnis für Hessen: Die Bevölkerung der Gemeinden 1834 bis 1967. Wiesbaden: Hessisches Statistisches Landesamt, 1968. Weitere Quellen: |                                                |                                                |                                                |                                                |

## Partnerschaft
Seibelsdorf verbindet eine Freundschaft mit dem Gemeindeteil Seibelsdorf der Marktgemeinde Marktrodach im Landkreis Kronach in Bayern. Die örtlichen Freiwilligen Feuerwehren veranstalten regelmäßig Fahrten.